# Vilhelm af Bretagne
Vilhelm af Bretagne (fransk: Guillaume le Breton; c. 1180 – c. 1225) var en fransk krønikeskriver og digter, der som navnet indikerer, stammer fra Bretagne.
Han kom fra ydmyge kår. I en alder af 12 begyndte han en karriere i kirken og studerede i Mantes-la-Jolie og senere på Universitetet i Paris, han blev præst for den franske konge Filip August, som ansatte ham til  diplomatiske opgaver. I år 1200 var han i Rom for at mægle med pave Innocens i en sag om kongens separation fra hans dronning Ingeborg af Danmark. I 1204 befandt hans sig på slottet Château-Gaillard under belejring. Herefter overdrog kongen ham opgaven med at uddanne kongens søn Peter Karlotus, som senere blev biskop i Noyon. I 1214 var han øjenvidne til Slaget ved Bouvines.
Vilhelm kendes fra de to værker Philippide og Gesta Philippi H. Regis Francorum. Philippide er et digt på latin i tre versioner med en række interessante detaljer om Filip August, samtiden og militære anliggender,  der viser, at William var en glimrende latinsk lærd. Digtet er baseret på Vergils Æneiden og indeholdt i dets endelige form 1217 tolv sange med næsten 10.000 vers.
Gesta er en forkortelsen af krønikeskriver Rigords biografi om Filip August fra 1179 til 1206, som blev forsat af Vilhelm fra 1207 til 1220.
Begge værker at kendetegnet ved hyldest til Filip August, og trods en ikke altid lige neutral tilgang til emnet er hans forfatterskab værdifuldt, fordi han havde personligt kendskab til meget af det, han beretter om. Begge værker indgår i Grandes Chroniques de France. Han skrev også et nu tabt digt Karlotis, dedikeret til Charlot.
Vilhelms værker er redigeret med en introduktion af Henri Delaborde og udgivet som œuvres de Rigord et de Guillaume le Breton (Paris, 1882-1885), og er oversat til fransk af François Guizot i Collection des Mémoires relatifs a l'histoire de France, vol. XI og XII (Paris, 1823-1835). Se Delaborde introduktion samt Auguste Molinier i Les Sources de l'histoire de France, vol. III (Paris, 1903).